# Unione Sportiva Vigor Senigallia 1981-1982
Questa pagina raccoglie le informazioni riguardanti l'Unione Sportiva Vigor Senigallia nelle competizioni ufficiali della stagione 1981-1982.

## Rosa
| N. |                   | Ruolo | Calciatore             |
| -- | ----------------- | ----- | ---------------------- |
|    | Italia (bandiera) | D     | Silvestro Baldacci (I) |
|    | Italia (bandiera) | C     | Claudio Bettelli       |
|    | Italia (bandiera) | C     | Claudio Cappelli       |
|    | Italia (bandiera) | C     | Luigi Cardaccia (I)    |
|    | Italia (bandiera) | A     | Roberto Chinea         |
|    | Italia (bandiera) | D     | Pietro Ciccone         |
|    | Italia (bandiera) | C     | Giuseppe Cofini        |
|    | Italia (bandiera) | P     | Sergio D'Arsiè         |
|    | Italia (bandiera) | A     | Bruno Del Pelo         |
|    | Italia (bandiera) | P     | Lorenzo Di Iorio       |

| N. |                   | Ruolo | Calciatore          |
| -- | ----------------- | ----- | ------------------- |
|    | Italia (bandiera) | C     | Roberto Ennas       |
|    | Italia (bandiera) | D     | Stefano Fabbri      |
|    | Italia (bandiera) | A     | Dino Giuliani       |
|    | Italia (bandiera) | D     | Stefano Lausdei     |
|    | Italia (bandiera) | C     | Giovannino Mattioli |
|    | Italia (bandiera) | C     | Claudio Mencarelli  |
|    | Italia (bandiera) | C     | David Mugianesi     |
|    | Italia (bandiera) | A     | Pieraldo Nemo       |
|    | Italia (bandiera) | C     | Ernesto Pezzuoli    |
|    | Italia (bandiera) | C     | Orlando Servadio    |